# 単于
単于（呉音：ぜんう、漢音：せんう、拼音：Chányú）とは、匈奴を初めとした北アジア遊牧国家の初期の君主号である。また、単于の妻のことを閼氏（えんし）といい、特定の姻族または漢の公主がこれになった。

## 意味
『漢書』匈奴伝に以下のように記されている。
これをもとに、各研究者がさまざまな研究・考察をおこなってきた。
「撐犁」
まず、モンゴル語で「天」を「tängri」「tengere」「tangara」と言い、テュルク語で「tängri」と言う。「撐」の字の現代中国語音は「tang」であること、安南音が「dank」であること、また『キュル・テギン碑文』の西面漢文面に「撐犁」の二字があり、その部分にあたる南面テュルク語面に「tängri」とあることなどから、「撐犁」が「tängri」の音写であることは諸研究者間でも異論はない。
「孤塗」
「孤塗」においては若干の異説がある。白鳥庫吉はApogir語で言う「hūtta 子」、バルグジン語で言う「guto 子」が「孤塗」の対音であるとし、方壮猷もバルグジン語の「guto」、ヤクート語の「hutto 子に」がそうであるとした。一方、アレクサンダー・ワイリー はウイグル語の「tängre uchul-oglu 天の子」とし、フリードリヒ・ヴィルヘルム・カール・ミュラー はウイグル語の「qut 幸福」、「idiqut 神聖」とした。
「単于」
白鳥庫吉は初め、チャガタイ語の「čong 強・大」に比定したが、B. Munkács がこれを否定し、モンゴル語の「činegen」に比定したため、白鳥は間を取ってチャガタイ語の「zenghiz 強・大」に比定した。しかしその後、白鳥はモンゴル語の「deng 非常に」「ughu 広い・大きい」に当てようと試みたが断念し、最終的には広大の意味である「単」と、同様の意味である「于」の合成語で、「単于」とは匈奴語ではなく、まったくの漢語の借用語であると論じた。一方、デ・ホロートは「単于」は「tan-hu」と読むべきで、トルコ語の「tanrü」に当たるとし、ワシリイ・ラドロフは「tan-yü」と読ませ、トルコ語の「tängri oglu」の音写であると考えた。また、方壮猷は「単」の古音は「sin」「san」であるとし、強盛・広大の意味であるツングース語の「sinkai」、モンゴル語の「sinkha」、トルコ語の「song」などに当たるとした。内田吟風はモンゴル語の「delgüü 広げたる」に関連しているとし、これが中国では「単于 tän-giwo」と音写され、ギリシアでは「targü」と音写されたと考えた。
史記には最初の単于は夏の王子である淳維（現代中国語音: chun-wei）との記載がある。のちに首領の呼び名とした単于（現代中国語音: chan-yu）の由来なのかもしれない。

## 読み
白鳥庫吉が『康熙字典』を引いて「単」の字の古音には「tan 丹」と「šen,žen 善」の二音があること、『漢書』匈奴伝の「因諭説改其號，號匈奴曰“恭奴”，單于曰“善于”，賜印綬。」という文句があることから、「単」の字は漢代では「tan」ではなく、「žen」或は「šen」であったと考えた
なおウィリアム・バクスターとローラン・サガールによる上古中国語の再構音では /*dar ɦʷa/ とされている。この説に則れば後世のテュルク系称号タルカンはその名残りだと考えられる。

## 単于の起源
単于号を使い始めたのは匈奴であるが、いつ頃に使い始めたのかは匈奴自身が記録を残していないために不明である。初出は中国の史書である『史記』である。
最初に名前のわかる単于は頭曼であるが、白鳥庫吉、加藤謙一らは、実際に単于号を創始したのは父を殺害してクーデターにより政権を簒奪し、さらには周囲の有力な遊牧国家を服属させて匈奴を強大な遊牧帝国にまで勃興せしめた次代の冒頓単于なのではないかとする説を唱えている。

## 歴代単于

### 統一匈奴帝国時代
- 頭曼単于（頭曼、在位：? - 紀元前209年）
- 冒頓単于（冒頓、在位：紀元前209年 - 紀元前174年）…頭曼の子
- 老上単于（稽粥、在位：紀元前174年 - 紀元前160年）…冒頓の子
- 軍臣単于（軍臣、在位：紀元前160年 - 紀元前126年）…老上単于の子
- 伊稚斜単于（伊稚斜、在位：紀元前126年 - 紀元前114年）…老上単于の子
  - 右谷蠡王単于（在位：紀元前119年）
- 烏維単于（烏維、在位：紀元前114年 - 紀元前105年）…伊稚斜の子
- 児単于（詹師廬、在位：紀元前105年 - 紀元前102年）…烏維の子
- 呴犁湖単于（呴犁湖、在位：紀元前102年）…伊稚斜の子、烏維の弟
- 且鞮侯単于（且鞮侯、在位：紀元前102年 - 紀元前96年）…伊稚斜の子、呴犁湖の弟
- 狐鹿姑単于（在位：紀元前96年 - 紀元前85年）…且鞮侯の子
- 壺衍鞮単于（在位：紀元前85年 - 紀元前68年）…狐鹿姑単于の子
- 虚閭権渠単于（在位：紀元前68年 - 紀元前60年）…壺衍鞮単于の子
- 握衍朐鞮単于（屠耆堂、在位：紀元前60年 - 紀元前58年）…烏維の来孫

### 分裂時代
- 呼韓邪単于（東匈奴）（稽侯狦、在位：紀元前58年 - 紀元前31年）…虚閭権渠単于の子
  - 屠耆単于（賢単于）（薄胥堂、在位：紀元前58年 - 紀元前56年）…握衍朐鞮単于の従兄
  - 呼掲単于（在位：紀元前57年）…呼掲王
  - 車犁単于（在位：紀元前57年 - 紀元前56年）…狐鹿姑単于の甥
  - 烏藉単于（在位：紀元前57年、紀元前56年）
  - 閏振単于（在位：紀元前56年 - 紀元前54年）…屠耆単于の従弟
  - 郅支単于（西匈奴）（呼屠吾斯、在位：紀元前56年 - 紀元前36年）…虚閭権渠単于の子、呼韓邪単于の兄
  - 伊利目単于（在位：紀元前49年）…屠耆単于の小弟

### 再統一時代
- 復株累若鞮単于（雕陶莫皋、在位：紀元前31年 - 紀元前20年）…呼韓邪単于の子
- 捜諧若鞮単于（且麋胥、在位：紀元前20年 - 紀元前12年）…呼韓邪単于の子、復株累若鞮単于の弟
- 車牙若鞮単于（且莫車、在位：紀元前12年 - 紀元前8年）…呼韓邪単于の子、捜諧若鞮単于の弟
- 烏珠留若鞮単于（嚢知牙斯、知、在位：紀元前8年 - 13年）…呼韓邪単于の子、車牙若鞮単于の弟
- 烏累若鞮単于（咸、在位：13年 - 18年）…呼韓邪単于の子、烏珠留若鞮単于の弟
- 呼都而尸道皋若鞮単于（輿、在位：18年 - 46年）…呼韓邪単于の子、烏累若鞮単于の弟
- 烏達鞮侯単于（烏達鞮侯、在位：46年）…呼都而尸道皋若鞮単于の子

### 王莽が冊立した単于
- 孝単于（咸、在位：11年 - 13年）…烏累若鞮単于
- 順単于（助、在位：11年）…烏累若鞮単于の子
- 順単于（登、在位：11年 - 12年）…烏累若鞮単于の子、助の弟
- 須卜単于（当、在位：18年 - 21年）…須卜氏の右骨都侯

### 北匈奴
1. 蒲奴単于（蒲奴、在位：46年 - ?）…呼都而尸道皋若鞮単于の子、烏達鞮侯の弟
2. 優留単于（優留、在位：? - 87年）
3. 北単于（名称不明）（在位：88年 - ?）…優留とは異母兄、右賢王
  - 於除鞬単于（於除鞬、在位：91年 - 93年）…北単于の弟

### 南匈奴
1. 醢落尸逐鞮単于（比、在位：48年 - 56年）…烏珠留若鞮単于の子
  - 薁鞬左賢王単于（在位：50年）…北匈奴蒲奴単于の弟
2. 丘浮尤鞮単于（莫、在位：56年 - 57年）…烏珠留若鞮単于の子、醢落尸逐鞮単于の弟
3. 伊伐於慮鞮単于（汗、在位：57年 - 59年）…烏珠留若鞮単于の子、丘浮尤鞮単于の弟
4. 醢僮尸逐侯鞮単于（適、在位：59年 - 63年）…醢落尸逐鞮単于の子
5. 丘除車林鞮単于（蘇、在位：63年）…丘浮尤鞮単于の子
6. 湖邪尸逐侯鞮単于（長、在位：63年 - 85年）…醢落尸逐鞮単于の子、醢僮尸逐侯鞮単于の弟
7. 伊屠於閭鞮単于（宣、在位：85年 - 88年）…伊伐於慮鞮単于の子
8. 休蘭尸逐侯鞮単于（屯屠何、在位：88年 - 93年）…醢落尸逐鞮単于の子
9. 安国単于（安国、在位：93年 - 94年）…伊伐於慮鞮単于の子、伊屠於閭鞮単于の弟
10. 亭独尸逐侯鞮単于（師子、在位：94年 - 98年）…醢僮尸逐侯鞮単于の子
  - 逢侯単于（逢侯、在位：94年 - 118年）…休蘭尸逐侯鞮単于の子
11. 萬氏尸逐侯鞮単于（檀、在位：98年 - 124年）…湖邪尸逐侯鞮単于の子
12. 烏稽侯尸逐鞮単于（抜、在位：124年 - 128年）…湖邪尸逐侯鞮単于の子、萬氏尸逐侯鞮単于の弟
13. 去特若尸逐就単于（休利、在位：128年 - 140年）…湖邪尸逐侯鞮単于の子、烏稽侯尸逐鞮単于の弟
  - 車紐単于（車紐、在位：140年）
14. 呼蘭若尸逐就単于（兜楼儲、在位：143年 - 147年）
15. 伊陵尸逐就単于（居車児、在位：147年 - 172年）
16. 屠特若尸逐就単于（在位：172年 - 178年）
17. 呼徴単于（呼徴、在位：178年 - 179年）…屠特若尸逐就単于の子
18. 羌渠単于（羌渠、在位：179年 - 188年）
19. 持至尸逐侯単于（於夫羅、在位：188年 - 195年）…羌渠の子、劉豹の父
  - 須卜骨都侯単于（在位：188年 - 189年）
20. 呼廚泉単于（呼廚泉、在位：195年 - 216年）…持至尸逐侯単于の弟

### 前趙
大単于
- 劉淵…304年、大単于に推挙される。
- 劉聡…310年、大単于となる。
- 劉粲…大単于となる。
- 劉胤…325年、大単于となる。

### 烏桓
烏桓族の部族長は大人（たいじん）と呼ばれたが、一部の有力者は後漢の袁紹より単于の称号を授かった。
- 楼班（? - 207年）…丘力居の子。成長してから単于となる。
- 蹋頓（初平年間 - 207年）…袁紹より単于の称号を受ける。
- 難楼（那楼と同一人物か?）（? - ?）…袁紹より単于の称号を受ける。
- 蘇僕延（? - ?）…峭王を自称。袁紹より単于の称号を受ける。
- 速僕丸（速附丸）（? - 207年）…単于。
- 烏延（? - 207年）…汗魯王を自称。袁紹より単于の称号を受ける。
- 能臣抵之（? - 207年）…単于。
- 普富盧（建安年間）…単于代行。

### 鮮卑
単于は晋朝から授かる称号の一つにすぎなくなる。
- 慕容渉帰…慕容木延の子、西晋より鮮卑単于を拝命。
- 慕容廆…慕容渉帰の次男嫡子。307年、鮮卑大単于を自称する。
- 慕容皝…334年、東晋によって鎮軍大将軍・平州刺史・大単于を拝命、遼東公に封ぜられる。
- 慕容儁…348年、東晋より大都督・河北諸軍事・幽冀并平四州牧・大将軍・大単于・燕王を拝命。
- 段務勿塵…段乞珍の子。306年、西晋より大単于を拝命。
- 段渉復辰…単于・広寧公を拝命。
- 段末波…318年、単于を自称。
- 拓跋猗㐌…305年、西晋より大単于を拝命。
- 拓跋猗盧…310年、西晋より大単于・代公を拝命。
- 禿髪烏孤…397年、大都督・大将軍・大単于・西平王を自称。
- 乞伏司繁…前秦の苻堅より南単于に封じられる。
- 乞伏国仁…376年、南単于を継承。385年、大都督・大将軍・大単于・領秦河二州牧を自称。
- 乞伏乾帰…388年、大都督・大将軍・大単于・河南王を継承。
- 宇文莫珪…単于を自称。